# Café de Fornos

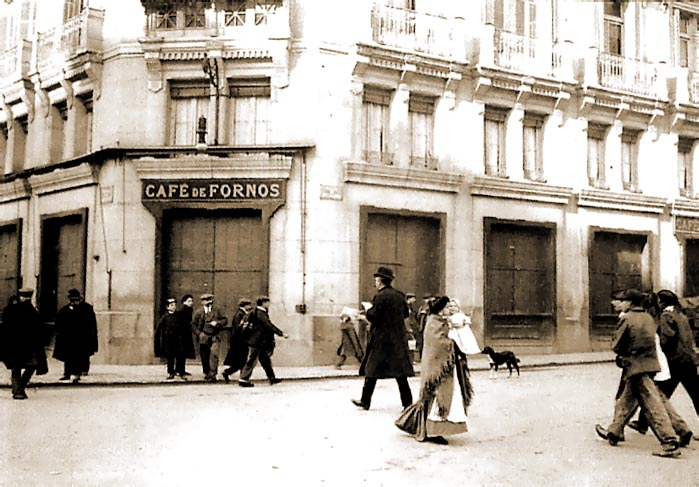
Café de Fornos, Madrid 1908

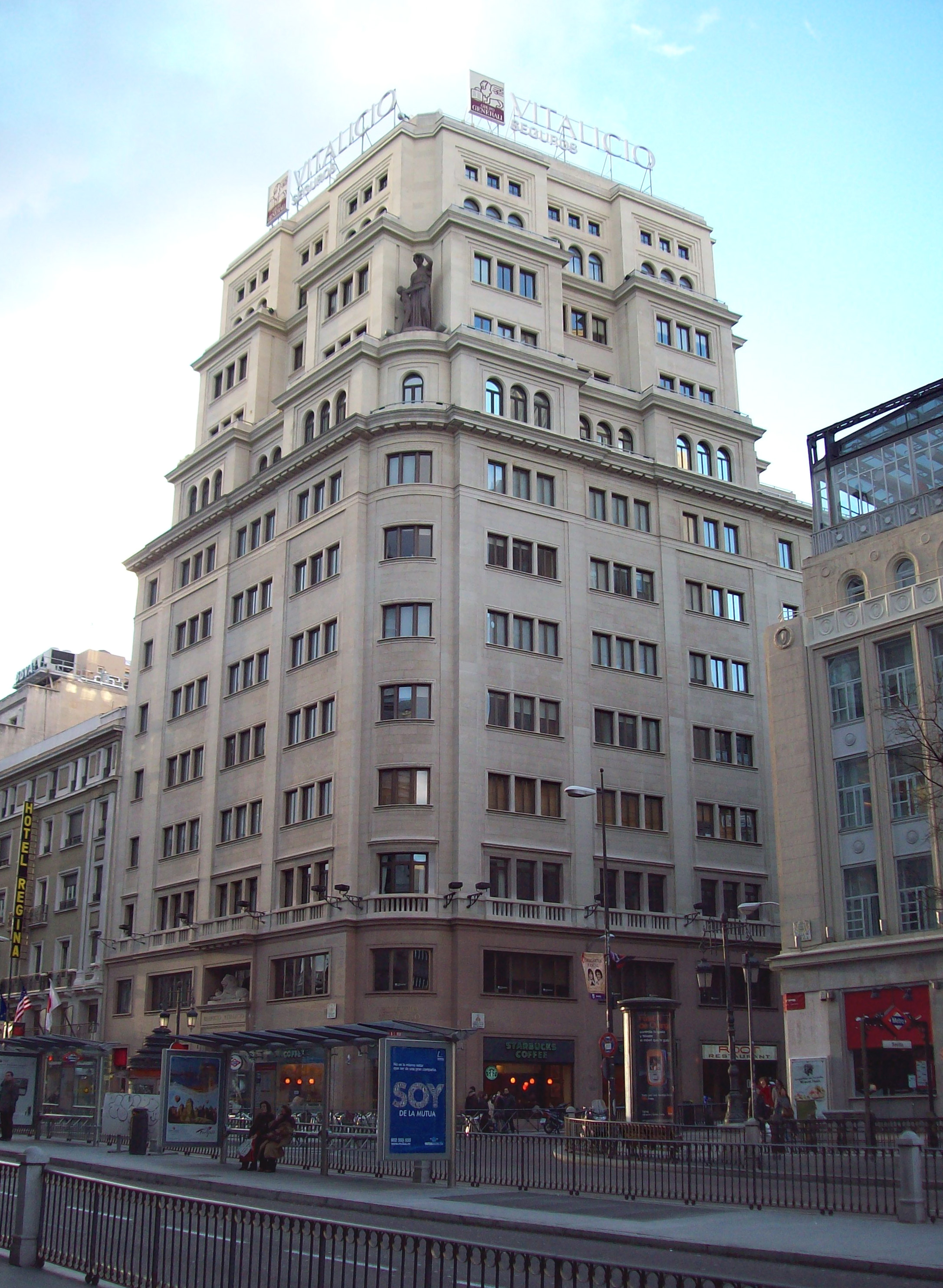
Das heutige „Edificio Vitalicio“

Das Café de Fornos (ab 1909 Gran Café) war ein Madrider Literaten- und Künstlercafé, das besonders durch seine Tertulias den Charakter einer kulturellen Institution gewann.
Das Café lag an der Ecke der Calle Alcalá mit der Calle de la Vírgen de los Peligros. Es wurde am 21. Juli 1870 eröffnet und existierte 38 Jahre. Es war im Louis-seize-Stil luxuriös eingerichtet. Benannt war es nach  seinem Besitzer José Manuel Fornos, der auch Eigentümer des Madrider Café Europeo war.  
Werke der Maler José María Fenollera Ibáñez (1851–1918), Emilio Sala Francés (1850–1910), José Vallejo, Ignacio Zuloaga y Zabaleta (1870–1945), Antonio Gomar y Gomar (1853–1911), Joaquín Araújo Ruano (1851–1894), Juan Francés y Mexías und Enrique Mélida (1838–1892) schmückten im Laufe der Zeit die Wände des Cafés.
Nach dem Tod des Erstbesitzers traten 1875 seine Söhne das Erbe an. Eine Renovierung von 1879 inkludierte ein Ventilatonssystem und Wandmalereien.
Azorín und Pío Baroja zählten zu den Stammgästen, auch Marcelino Menéndez Pelayo.
Dem Café wurde ein „Doppelleben“ nachgesagt: tagsüber seriöses Café und Luxusrestaurant, nächtens Ort der Diskussion und Begegnung.
Der Niedergang des Lokals begann mit dem Selbstmord von Manuel Fornos Colín, einem der Besitzer, der sich am 13. Juli 1904 in einem der Extrazimmer eine Patrone in den Kopf schoss. Das Lokal wurde zu nächtlicher Stunde zunehmend von Prostituierten frequentiert, am 26. August 1908 kam es zur Schließung.
Die Wiedereröffnung im Mai 1909 als Gran Café mit dem neuen Besitzer Marcelino raba de la Torre brachte eine gewisse Kontinuität. Das Gran Café existierte bis 1918, wurde aber dann als Fornos Palace zum Cabaretlokal mit Spieltischen. Die Neubebauung in den 1930er Jahren durch eine Bank bedeutete das endgültige Ende des Cafés.
Koordinaten: 40° 25′ 4,7″ N, 3° 41′ 58,3″ W